# Амневиль
Амневиль (фр. Amnéville) — коммуна на северо-востоке Франции в регионе Гранд-Эст (бывший Эльзас — Шампань — Арденны — Лотарингия), департамент Мозель, округ Мец, кантон Ромба.

## Географическое положение

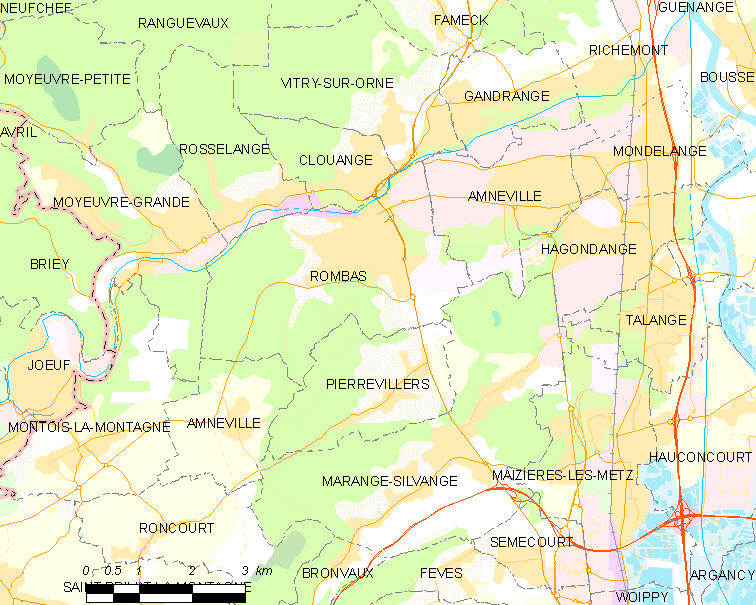
На карте

Коммуна расположена в 280 км к востоку от Парижа и в 15 км южнее Меца.
Площадь коммуны — 10,46 км², население — 10172 человека (2006) с тенденцией к росту: 10563 человека (2014), плотность населения — 1009,9 чел/км². Ранее входила в состав Лотарингии.

## Население
Численность населения коммуны в 2008 году составляла 10129 человек, в 2011 году — 10090 человек, в 2012 году — 10069 человек, в 2013 году — 10235 человек, а в 2014-м — 10563 человека.
| 1962 | 1968 | 1975 | 1982 | 1990 | 1999 | 2006  | 2011  | 2014  |
| ---- | ---- | ---- | ---- | ---- | ---- | ----- | ----- | ----- |
| 8149 | 7878 | 8996 | 8951 | 8926 | 9314 | 10172 | 10090 | 10563 |

Динамика населения:

## Экономика
В 2010 году из 6711 человек трудоспособного возраста (от 15 до 64 лет) 5083 были экономически активными, 1628 — неактивными (показатель активности 75,7 %, в 1999 году — 65,8 %). Из 5083 активных трудоспособных жителей работали 4470 человек (2352 мужчины и 2118 женщин), 613 числились безработными (284 мужчины и 329 женщин). Среди 1628 трудоспособных неактивных граждан 509 были учениками либо студентами, 535 — пенсионерами, а ещё 584 — были неактивны в силу других причин.

## Достопримечательности (фотогалерея)

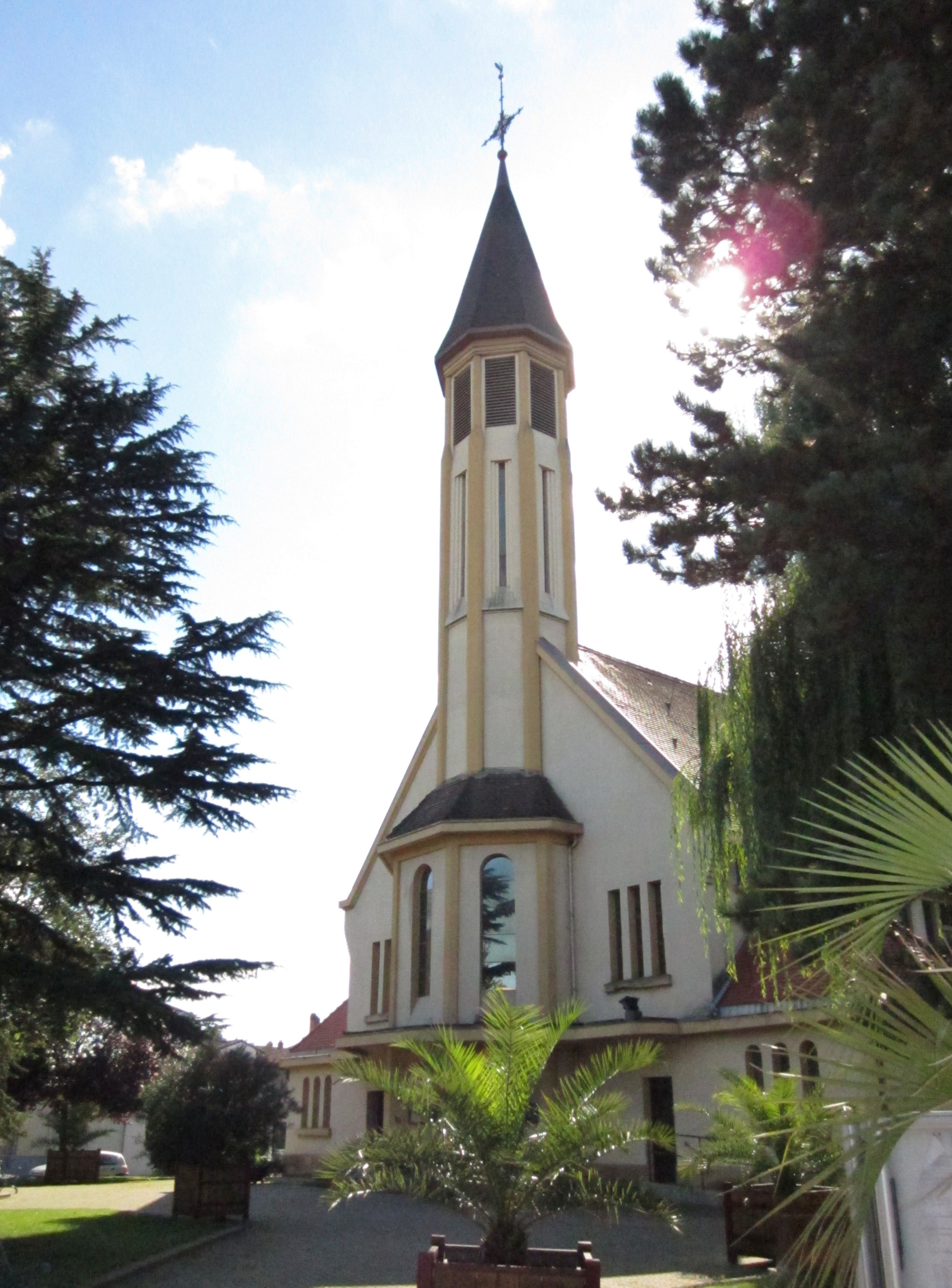
Церковь Сен-Жозеф
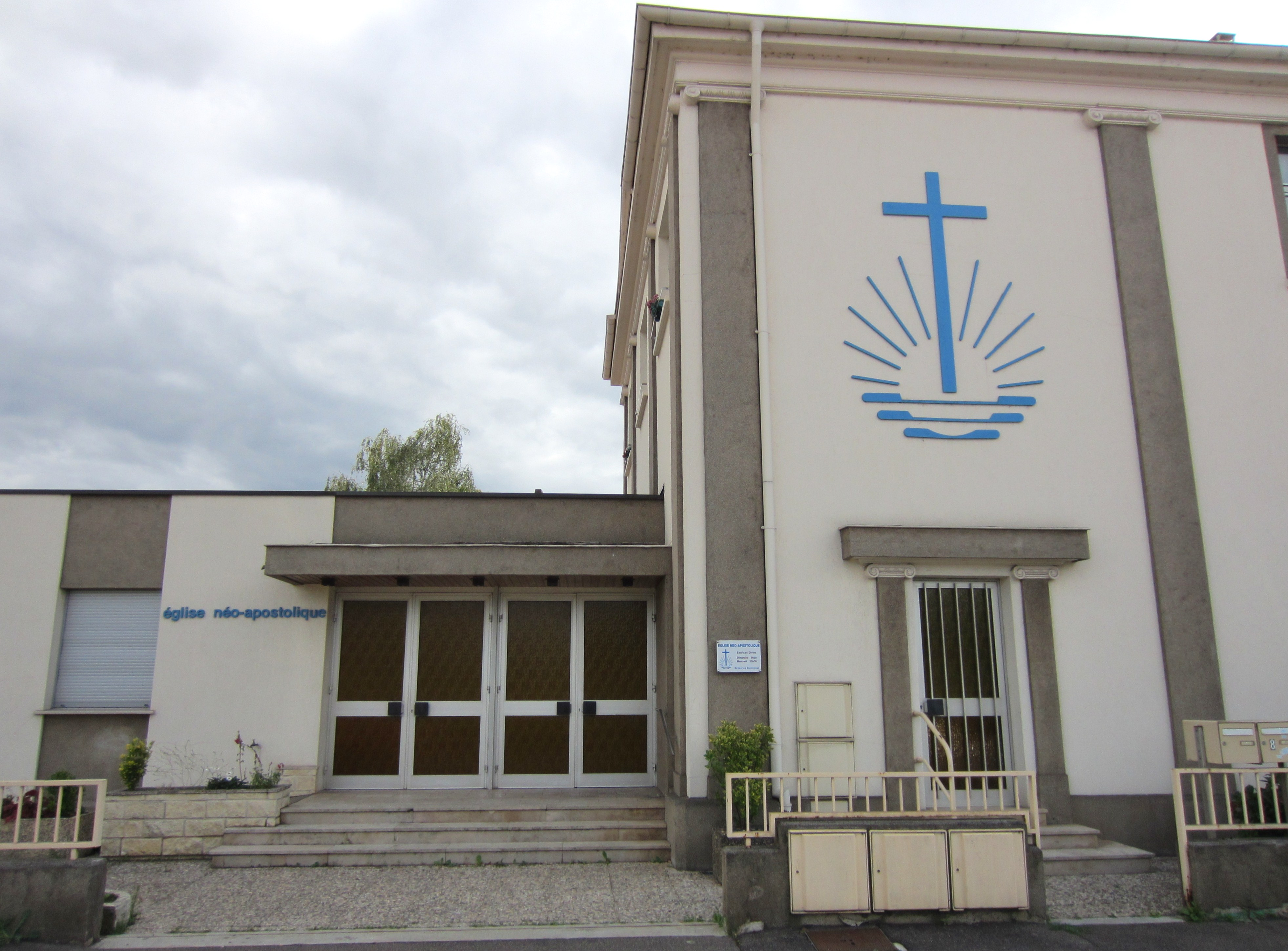
Новоапостольская церковь
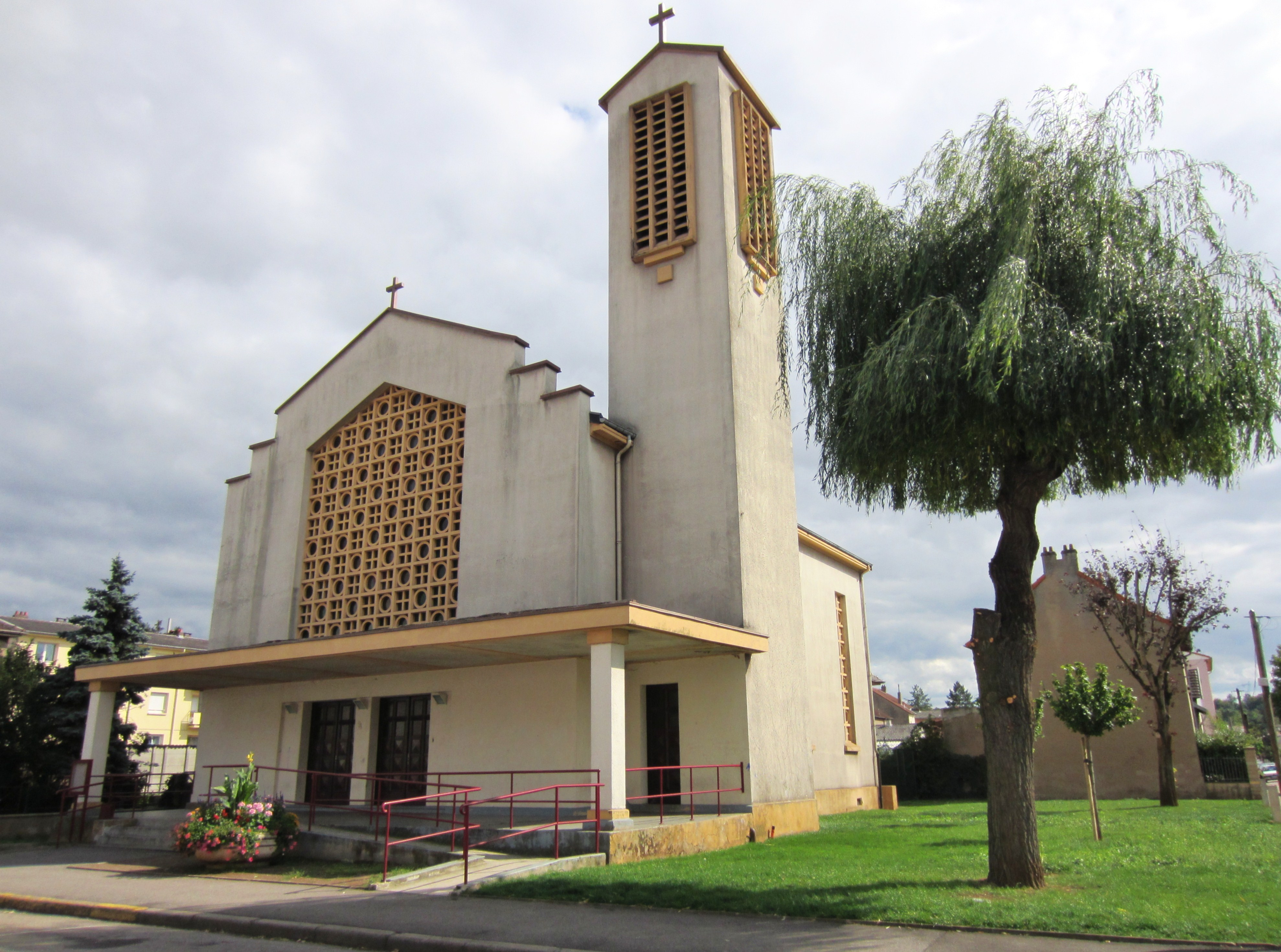
Восстановленная протестантская церковь